# Ecorregión de agua dulce Patagonia
La ecorregión de agua dulce Patagonia (348) es una georregión ecológica acuática continental situada en el sur de América del Sur. Se la incluye en la ecozona Neotropical.

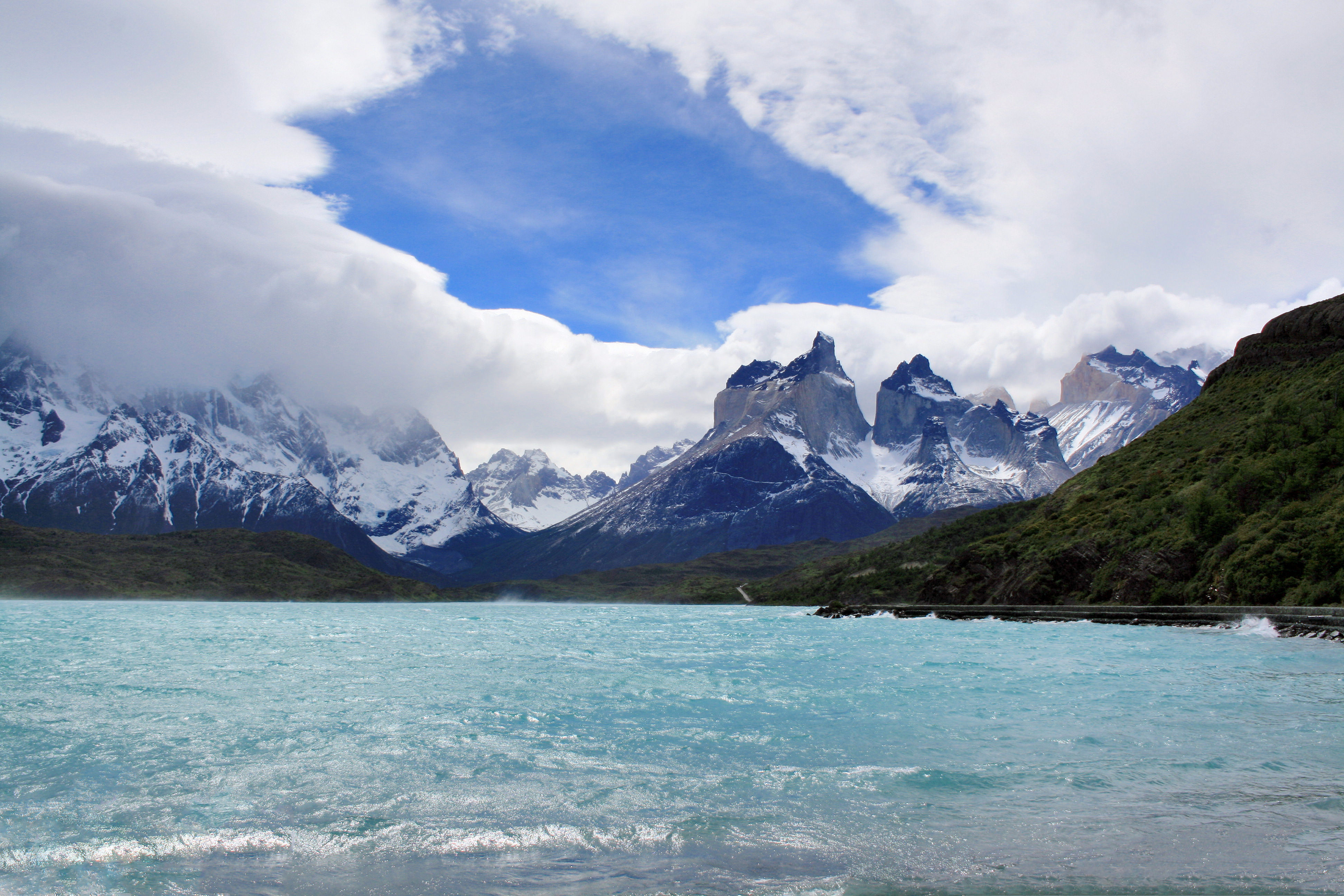
El lago Pehoe en el parque nacional Torres del Paine Chile; ecorregión de agua dulce Patagonia.

## Distribución

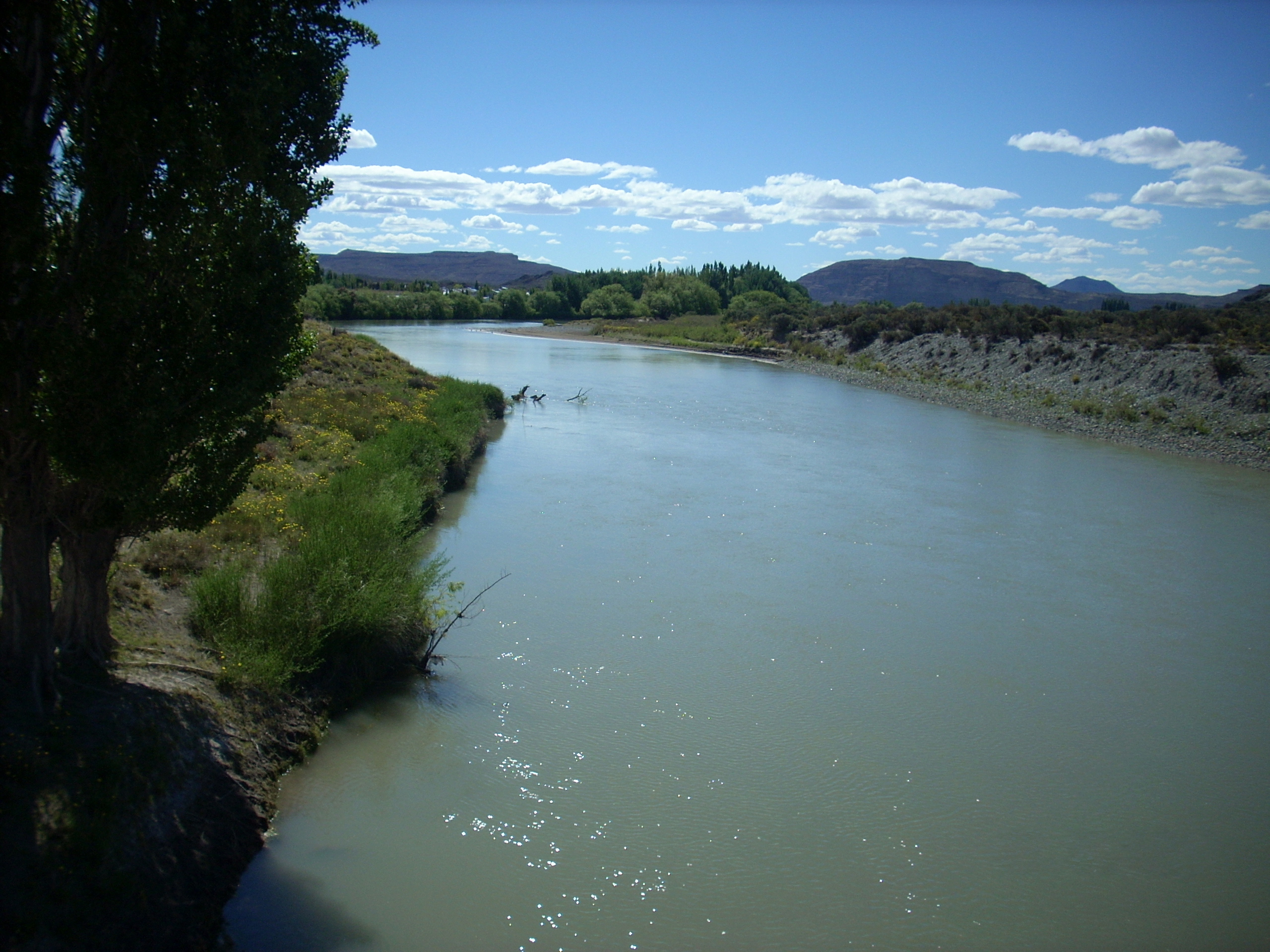
El río Chubut en la zona del Valle de Los Altares, centro de la provincia del Chubut, Argentina; ecorregión de agua dulce Patagonia.

Se distribuye casi perfectamente en la región conocida como Patagonia, cubriendo todo el extremo sur del continente americano, incluyendo el sur de Chile, toda la Argentina continental al sur del río Colorado, y las aguas interiores en los archipiélagos de la plataforma patagónica, como el de Tierra del Fuego y  las islas Malvinas.
En la Argentina se distribuye en las provincias de la Patagonia:   Chubut, Neuquén, Río Negro, Santa Cruz, y Tierra del Fuego Antártida e Islas del Atlántico Sur. Además, de manera fronteriza, a La Pampa y Mendoza.
En Chile se distribuye en la Patagonia chilena, en las regiones de: Los Lagos (en Chiloé continental), Aysén, y Magallanes y de la Antártica Chilena.